# نقطه بی‌بازگشت (فیلم ۱۹۹۳)
نقطه بی‌بازگشت (به انگلیسی: Point of No Return) یک فیلم اکشن، جنایی و درام آمریکایی محصول سال ۱۹۹۳ به کارگردانی جان بدهام با بازی بریجیت فوندا و گابریل بیرن است. این فیلم بازسازی فیلم فرانسوی دختری به نام نیکیتا (۱۹۹۰) می‌باشد.

## داستان
هنگامی که «مگی» در حال انجام یک سرقت یکی از افسران پلیس را به قتل می‌رساند، در دادگاه به مرگ محکوم می‌شود اما توسط دولت شانسی دوباره و در عین حال عجیب در مقابل وی قرار می‌گیرد و…